# Миланець Степан Степанович
Миланець Степан Степанович (19 жовтня 1968 — †12 серпня 1988) — радянський військовик, учасник афганської війни.

## Життєпис
Народився 19 жовтня 1968 року в селі Люхча Сарненського району Рівненської області в родині хліборобів. Українець. Освіта професійно-технічна.
В 1975 році пішов до першого класу Люхчанської СШ, яку закінчив 1983 році. З 1984 року по 1987 рік навчався в СПТУ № 1 м. Сарни, за професією «тракторист-машиніст сільськогосподарського виробництва». Після закінчення училища по жовтень місяць працював трактористом у колгоспі ім. Калініна в рідному селі.
В жовтні 1987 року був призваний до лав Радянської Армії.
Загинув 12 серпня 1988 року.

## Нагороди
- орден Червоної Зірки (посмертно)